# 박남철 (1988년)
박남철(朴南哲, 1988년 10월 3일 ~ )은 조선민주주의인민공화국의 축구 선수이다. 포지션은 중앙 수비수로, 2010년 FIFA 월드컵에 최종 엔트리에 포함되었지만, 본선 경기에서 기용되지는 않았다. 2011 AFC 아시안컵에 조별 경기 2경기에 출전하였다.